# Johann Albrecht von Korff
Pour les articles homonymes, voir Korff.
Le baron Johann Albrecht von Korff, né le 30 novembre 1697 en Courlande et mort le 7 avril 1766 à Copenhague, est un aristocrate allemand de la Baltique, futur sujet de l'Empire russe, qui fut le deuxième président de l'Académie impériale des sciences de Saint-Pétersbourg.

## Biographie
Johann Albrecht von Korff naît dans le duché de Courlande en 1697 au château de Rengenhof dans une famille de la noblesse antique de Courlande, mais désargentée, la famille von Korff. Il étudie d'abord à demeure avec des précepteurs, puis à l'université d'Iéna. À son retour, il est nommé Kammer-Junker (page) de la duchesse Anne. Il est envoyé en 1730 à Moscou à la suite de la duchesse Anne lorsqu'elle est couronnée impératrice de Russie, puis elle l'envoie en Courlande pour s'occuper de l'inscription de son amant Biron à la noblesse de Courlande. Korff est élevé au rang de chambellan en 1731, à la suite de quoi il retourne deux ans en Courlande pour arranger l'élection de Biron à la tête du duché. Cependant Biron voit en lui un ennemi et le chasse de sa cour en le faisant nommer président de l'Académie impériale des sciences de Saint-Pétersbourg, en 1734.
Ce nouveau poste remplit de satisfaction le baron, ardent bibliophile et latiniste distingué. Il favorise l'étude de l'histoire des provinces baltes, sans négliger celle des sciences naturelles. Il n'entre pas tout de suite en fonction à cause de sa santé, mais aussitôt après s'efforce d'affaiblir le pouvoir de la chancellerie à l'égard de l'Académie. Il met l'Alsacien Schumacher à la tête de la Bibliothèque de l'Académie qui au milieu d'intrigues conserve un certain pouvoir sur les savants de l'Académie. Les protocoles des séances - qui sont rédigés en allemand - sont soigneusement étudiés par le baron qui surveille également la manière de conserver les archives, de rédiger les articles, et même s'il demande l'avis des académiciens sur des questions d'organisation, c'est toujours lui qui a le dernier mot. Il fait rédiger également un nouveau règlement, favorise la correspondance des académiciens avec leurs homologues étrangers, l'échange de livres et de publications. L'Académie atteint ainsi un certain prestige en Europe. Il protège aussi les débuts de carrière de Mikhaïl Lomonossov. Grâce à Korff, la Bibliothèque s'enrichit de trente-six mille volumes.
Le baron von Korff est nommé ambassadeur auprès de la cour du Danemark, le 27 janvier 1740. Il semble que ce soit encore Biron qui ait été à l'origine de cette nomination, car il désirait toujours écarter le baron de la cour. Le prétexte, selon les Mémoires du baron de La Chétardie, est un duel entre Korff et le baron von Mengden à propos d'une demoiselle d'honneur de l'impératrice qui avait donné sa préférence à Megden plutôt qu'à Korff, pour un mariage futur.
Il est élevé au rang de conseiller secret en 1748, et de conseiller secret effectif en 1762. Il reçoit l'ordre de Sainte-Anne de première classe en 1743, l'ordre de Saint-Alexandre-Nevski en 1744 et l'ordre de Saint-André en 1764.
Il meurt à Copenhague en 1766. 

## Source
- (ru) Cet article est partiellement ou en totalité issu de l’article de Wikipédia en russe intitulé « Корф, Иоганн Альбрехт » (voir la liste des auteurs).